# Belle Chase Hotel
Os Belle Chase Hotel são uma banda de música portuguesa, originária de Coimbra, formada em 1995.

## Biografia
O início
O projecto nasceu no fim de 1995. O nome foi extraído de uma passagem trágica do filme Down by Law de Jim Jarmush, por sugestão de Antoine Pimentel. O grupo era formado por Antoine Pimentel (Bateria), Filipa (Violino), João Baptista (Baixo), JP Simões (Voz), Luís Pedro (Piano, Bandolim, Acordeon), Marco (Saxofone), Pedro Renato (Guitarras), Raquel Ralha (Voz) e Sérgio Costa (Guitarra e Flauta Transversal). Após um espectáculo no festival de Paredes de Coura, receberam criticas favoráveis que deram origem a uma maior procura para concertos. Esta série de concertos precedeu o lançamento do seu primeiro disco.
"Fossanova" foi editado pela Nortesul e produzido pela Lux Records. Esse primeiro álbum foi alvo de uma reedição com a inclusão de um segundo CD com versões de Telephone Call From Istanbul de Tom Waits e de Goldfinger de John Barry mais algumas remisturas a cargo do próprio grupo, dos Arkham Hi-Fi e de Alex FX. Foi também lançada uma edição em vinil duplo de "Fossanova" (edição numerada e limitada a quinhentos exemplares).
Anos 2000
No início de 2000, entraram em estúdio para gravar o álbum "La Toilette des Etoiles", registado nos Estúdios de Paço de Arcos da Valentim de Carvalho, com produção de Joe Gore. Apresentava algumas mudanças em relação ao disco de estreia. Além do francês, presente no tema título, e do português de "São Paulo 451", voltaram a investir no inglês e numa série de instrumentais, como em "Evil Rock”. Canções como "Merry Go-Wrong", "The Perfume of the Stars", "Nimarói" ou "Not Searching for the Real Thing" exploravam um imaginário onde a Broadway, o cabaret, o "songwriting" clássico e um sentido lírico muito próprio se cruzavam em interessantes e imaginativos jogos.
No concerto de 29 de Novembro de 2000 no TAGV, em Coimbra, os Belle Chase Hotel apresentaram a versão de "I Love You But I Don't Need You" de Momus. O tema foi gravado durante as sessões de gravação de "Donzela Diesel" mas não foi editado. A contribuição para o disco de tributo a Rui Veloso conta apenas com a voz de Raquel).
Depois entraram numa extensa digressão que durou até Novembro de 2001 e culminou com os espectáculos no Teatro Maria Matos em Lisboa e Teatro Sá da Bandeira no Porto, pelo meio houve ainda tempo para compor e gravar as bandas sonoras de três curtas metragens de Charles Bowers (para o Festival de Curtas Metragens de Vila do Conde).
O ano de 2002 marcou o regresso aos estúdios para a gravação do original "O Golo 451" para a compilação "CD Não Oficial do Mundial 2002", mas serviu também para que projectos paralelos fossem levados a bom porto. Assim, Pedro Renato (na companhia de Raquel Ralha, Luís Pedro Madeira e Pedro Pinto) gravou a banda sonora do filme "Esquece Tudo O Que Te Disse" de António Ferreira sob a designação de Azembla's Quartet. Do outro lado, JP Simões e o multi-instrumentista Sérgio Costa escreveram e compuseram a "Ópera do Falhado".
Antes de entrarem em estúdio para gravarem o terceiro álbum de originais, os Belle Chase Hotel aceitaram o desafio de preparar um espectáculo diferente para integrar a programação de Coimbra Capital Nacional da Cultura 2003. J.P. Simões e companhia encontraram num grupo de fados, O Quinteto de Coimbra, os parceiros ideais para alargar o universo estético do grupo, que vai do tango à música 'lounge', do imaginário da Broadway e cabaret ao jazz e à soul, criando assim, uma simbiose perfeita com a sonoridade única da guitarra de Coimbra.
O espectáculo "Mondego Chase" foi apresentado nos dias 13 e 14 de Março de 2003 no Teatro Académico de Gil Vicente.
O grupo termina e Pedro Renato continuava com o projecto Azembla's Quartet e com a produção (de nomes como Maria de Vasconcelos e Danae) enquanto  J.P. Simões lançou um disco com os Quinteto Tati ( em colaboração com Sérgio Costa) e depois começou s sua discografia a solo com o álbum "1970".
Em Abril de 2007, Pedro Renato revelou ao Blitz que o grupo estava a preparar o seu 3º disco e que procuravam um novo cantor. Não houve mais notícias do grupo.

## Formação original
- J.P. Simões - vocal
- Pedro Renato - guitarra
- Antoine Pimentel - bateria
- Filipa Cortesão - violino
- João Baptista - baixo
- Luís Pedro - piano/bandolim/acordeom
- Marco Henriques - sax alto
- Raquel Ralha - voz
- Sérgio Costa - guitarra/flauta tranversal

## Discografia
- Fossa Nova (CD, Norte Sul, 1998)
- Fossa Nova + CD Bónus (2CD, NorteSul, 1999)
- Fossa Nova (Vinil, LuxRecords, 1999)
- La Toilette Des Etóiles (CD, Norte Sul, 2000)

### Colectâneas
- 20 Anos Depois Ar De Rock [2001] - Donzela Diesel
- Mundial 2002 - CD Não Oficial [2002] - O Golo
- Movimentos Perpétuos [2003] - Verdes Anos (c/ Quinteto de Coimbra)

### Outros temas
- versão de "I Love You But I Don't Need You" de Momus
- bandas sonoras de três curtas metragens de Charles Bowers